# Giustizia in prima linea
Giustizia in prima linea è un romanzo della scrittrice britannica Anne Perry, edito nel 2004, il secondo della serie sulla Prima guerra mondiale.

## Trama
Ypres, 1915. Joseph Reavley presta servizio come cappellano dell'esercito inglese, impegnato nello scontro sul fronte occidentale contro i tedeschi. Attorno a lui il contesto drammatico e devastante di una guerra che era stata promessa rapida, ma che si è trasformata nel logorante assedio lungo le trincee. Joseph ha il compito di soccorrere i soldati feriti e dare il sostegno della fede alle famiglie dei caduti, vivendo a stretto contatto con giovanissimi soldati che si sono arruolati presi dall'entusiasmo di poter servire il loro Paese. Tuttavia, Joseph è infastidito dalla presenza di Eldon Prentice, un ambizioso quanto spregiudicato giornalista che segue le azioni di guerra dalla prima linea per raccontare la verità dei fatti ai cittadini britannici, ammorbati dalla propaganda nazionalista che nasconde le difficoltà dei combattimenti e giustifica il massacro bellico. Prentice è piuttosto odiato dai soldati per il suo atteggiamento provocatorio e l'insistenza con cui si sta documentando circa gli eventi della guerra, avendo accesso al campo di battaglia grazie alla sua parentela con un generale dell'esercito. Quando però Prentice viene ritrovato morto, Joseph capisce che a ucciderlo non è stato un tedesco, bensì qualcuno dell'esercito inglese che evidentemente non voleva far pubblicare nulla sul reale andamento del conflitto.
Mentre Joseph indaga sull'omicidio di Prentice, a Londra suo fratello Matthew sta continuando a investigare sulla morte dei genitori e sull'enigmatica figura del Mediatore, colui il quale ha ordito l'accordo segreto tra Guglielmo II e Giorgio V per spartirsi il continente europeo senza combattere. Il Mediatore appartiene alle alte sfere e ha contatti sia con il kaiser tedesco che con il sovrano britannico, ma la scia di vittime sul terreno fa capire a Matthew che sta affrontando una persona pericolosa, disposta a tutto pur di realizzare i propri piani.

## Edizioni
- Anne Perry, Giustizia in prima linea, traduzione di Seba Pezzani, 1ª ed., Fanucci, 2005,  pp. 393, cap. 13, ISBN 978-88-347-1122-4.